# Monochamus basigranulatus
Monochamus basigranulatus är en skalbaggsart som beskrevs av Stefan von Breuning 1952. Monochamus basigranulatus ingår i släktet Monochamus och familjen långhorningar. Inga underarter finns listade i Catalogue of Life.